# Rock điện tử
Rock điện tử là một thể loại âm nhạc bao gồm sự kết hợp giữa nhạc rock và nhạc điện tử, với các nhạc cụ thường được tìm thấy trong cả hai thể loại. Nó bắt nguồn từ cuối những năm 1960, khi các ban nhạc rock như the United States of America, White Noise, và Gong bắt đầu kết hợp nhạc cụ điện tử vào nhạc rock. Những hành động ban đầu khác để pha trộn các nhạc cụ tổng hợp và các kỹ thuật âm nhạc băng của musique concrète với nhạc cụ rock bao gồm Silver Apples, Fifty Foot Hose, Syrinx, Lothar và the Hand People, Beaver &amp; Krause và Tonto Expanding Head Band. Nhiều ban nhạc những năm 1960 đã pha trộn đá ảo giác với những ảnh hưởng học thuật hoặc ngầm của avant-gardene.
Vào những năm 1970, các ban nhạc " krautrock " của Đức như Neu!, Kraftwerk, Can và Amon Düül đã thách thức các ranh giới đá bằng cách kết hợp các thiết bị điện tử. Các nhóm nhạc rock điện tử thường hợp nhất các yếu tố từ các phong cách âm nhạc khác, bao gồm punk rock, rock công nghiệp, hip hop, techno và synth-pop, đã giúp thúc đẩy các thể loại phụ như indietronica, dance-punk và electroclash. Kể từ cuối những năm 2000, rock điện tử ngày càng trở nên phổ biến.